# Larz Anderson House
La Larz Anderson House est un monument situé à Washington, aux États-Unis.

## Localisation
Elle est située au 2118 Massachusetts Avenue (Washington, D.C.), dans le quartier de Dupont Circle.

## Histoire
La Anderson House fut construit, comme résidence d'hiver, pour Larz Anderson, un diplomate américain, et son épouse, Isabel Weld Perkins, auteure et bénévole de la Croix-Rouge américaine.
Après la mort de Larz Anderson en 1937, sa veuve fait don de l'Anderson House et son contenu à la Société des Cincinnati, dont Larz Anderson avait été un membre dévoué pendant plus de quarante ans. La Société a ouvert Anderson House en tant que musée en 1939. L'Anderson House a été inscrite sur le Registre national des lieux historiques en 1971 et a en outre été désignée National Historic Landmark en 1996.
Elle abrite aujourd'hui le siège national de la Société des Cincinnati.

## Sources
- (en) Cet article est partiellement ou en totalité issu de l’article de Wikipédia en anglais intitulé « Larz Anderson House » (voir la liste des auteurs).